# Озёра Армении
На территории Армении расположено около 100 мелких озёр, часть которых высыхает в период сухого сезона. По величине и народно-хозяйственному значению наибольшее значение имеют озёра Севан и Арпи. Остальные озёра имеют лишь местное значение. Самым большим по величине озером в Армении является Севан, затем идут Арпи, Сев лич и Акна. Общие водные ресурсы озёр Армении оцениваются в 39,3 миллиона м³.
Среди озёр Армении есть рекордсмен — Севан, это самое большое озеро на Кавказе, а также одно из самых больших высокогорных пресных озёр Земли. По ресурсам пресной воды уступает лишь озеру Титикака.

## Расположение по областям
Ниже представлен список озёр Армении в разных областях.

### Ширакская область
| Озеро    | Армянское название | Месторасположение                                                                             | Длина береговой линии (км) | Высота над уровнем моря (м) | Местоположение на карте                   | Местоположение на карте                   |
| Озеро    | Армянское название | Месторасположение                                                                             | Длина береговой линии (км) | Высота над уровнем моря (м) | Вид со спутника                           | Физическая карта                          |
| -------- | ------------------ | --------------------------------------------------------------------------------------------- | -------------------------- | --------------------------- | ----------------------------------------- | ----------------------------------------- |
| Арпи     | Արփի լիճ           | Северо-запад области Ширак                                                                    | 25                         | 2023                        | Ссылка Архивировано 25 августа 2011 года. | Ссылка Архивировано 25 августа 2011 года. |
| Арденис  | Արդենիս լիճ        | В непосредственной близости от села Арденис                                                   | 1,2                        | 2020                        | Ссылка Архивировано 25 августа 2011 года. | Ссылка Архивировано 25 августа 2011 года. |
| Азатан   | Ազատան լիճ         | В 3 км к югу от Гюмри                                                                         | 1,6                        | 1500                        | Ссылка Архивировано 25 августа 2011 года. | Ссылка Архивировано 25 августа 2011 года. |
| Такавори | Թագավորական լիճ    | Гора Арагац, в 1 км к западу от реки Амберд на участке до впадения в Манташское водохранилище | 0,45                       | 3150                        | Ссылка Архивировано 25 августа 2011 года. | Ссылка Архивировано 25 августа 2011 года. |

### Лорийская область
| Озеро      | Армянское название | Месторасположение                                                            | Длина береговой линии (км)                                             | Высота над уровнем моря (м) | Местоположение на карте                   | Местоположение на карте                   |
| Озеро      | Армянское название | Месторасположение                                                            | Длина береговой линии (км)                                             | Высота над уровнем моря (м) | Вид со спутника                           | Физическая карта                          |
| ---------- | ------------------ | ---------------------------------------------------------------------------- | ---------------------------------------------------------------------- | --------------------------- | ----------------------------------------- | ----------------------------------------- |
| Ачкасар    | Էտտիկ լիճ          | Крайний запад Лорийской равнины                                              | 1,1                                                                    | 1820                        | Ссылка Архивировано 25 августа 2011 года. | Ссылка Архивировано 25 августа 2011 года. |
| Степанаван | Ստեփանավան լիճ     | 1 км к северо-западу Степанавана, в непосредственной близости от трассы E117 | Длина береговой линии всех озёр озёрного комплекса «Степанаван» — 2 км | 1550                        | Ссылка Архивировано 25 августа 2011 года. | Ссылка Архивировано 25 августа 2011 года. |
| Цовер      | Ծովեր լիճ          | Юго-восток Дсехской части Дзорагетского комплекса равнин                     | 0,7                                                                    | 1400                        | Ссылка Архивировано 25 августа 2011 года. | Ссылка Архивировано 25 августа 2011 года. |

- widths=
- Ачкасар
- Озеро Степанаван на Лорийской равнине

### Тавуш
| Озеро | Армянское название | Месторасположение                | Длина береговой линии (км) | Высота над уровнем моря (м) | Местоположение на карте                   | Местоположение на карте                   |
| Озеро | Армянское название | Месторасположение                | Длина береговой линии (км) | Высота над уровнем моря (м) | Вид со спутника                           | Физическая карта                          |
| ----- | ------------------ | -------------------------------- | -------------------------- | --------------------------- | ----------------------------------------- | ----------------------------------------- |
| Гош   | Գոշ լիճ            | 2 км к юго-востоку от села Гош   | 0,4                        | 1400                        | Ссылка Архивировано 25 августа 2011 года. | Ссылка Архивировано 25 августа 2011 года. |
| Парз  | Պարզ լիճ           | 4 км к северо-западу от села Гош | 0,8                        | 1350                        | Ссылка Архивировано 25 августа 2011 года. | Ссылка Архивировано 25 августа 2011 года. |

- Парз
- Гош

### Арагацотнская область
| Озеро   | Армянское название | Месторасположение                                | Длина береговой линии (км) | Высота над уровнем моря (м) | Местоположение на карте                   | Местоположение на карте                   |
| Озеро   | Армянское название | Месторасположение                                | Длина береговой линии (км) | Высота над уровнем моря (м) | Вид со спутника                           | Физическая карта                          |
| ------- | ------------------ | ------------------------------------------------ | -------------------------- | --------------------------- | ----------------------------------------- | ----------------------------------------- |
| Кари    | Քարի լիճ           | 3,5 км к югу от южной вершины горы Арагац        | 1,5                        | 3200                        | Ссылка Архивировано 25 августа 2011 года. | Ссылка Архивировано 25 августа 2011 года. |
| Лессинг | Լեսինգ լիճ         | 3,5 км к востоку от северной вершины горы Арагац | 0,5                        | 3320                        | Ссылка Архивировано 25 августа 2011 года. | Ссылка Архивировано 25 августа 2011 года. |
| Умрой   | Ումրոյ լիճ         | 5,5 км к востоку от северной вершины горы Арагац | 1,4                        | 3070                        | Ссылка Архивировано 25 августа 2011 года. | Ссылка Архивировано 25 августа 2011 года. |

- widths=
- Кари лич

### Котайкская область
| Озеро    | Армянское название | Месторасположение                         | Длина береговой линии (км) | Высота над уровнем моря (м) | Местоположение на карте                   | Местоположение на карте                   |
| Озеро    | Армянское название | Месторасположение                         | Длина береговой линии (км) | Высота над уровнем моря (м) | Вид со спутника                           | Физическая карта                          |
| -------- | ------------------ | ----------------------------------------- | -------------------------- | --------------------------- | ----------------------------------------- | ----------------------------------------- |
| Акна     | Ակնա լիճ           | Гегамское нагорье, кратер вулкана Лчайн   | 2,3                        | 3050                        | Ссылка Архивировано 25 августа 2011 года. | Ссылка Архивировано 25 августа 2011 года. |
| Цахкуняц | Ծաղկունյաց լիճ     | Восточный отрог хребта Цахкуняц           | 0,5                        | 2500                        | Ссылка Архивировано 25 августа 2011 года. | Ссылка Архивировано 25 августа 2011 года. |
| Цахкуняц | Ծաղկունյաց լիճ     | Средняя часть хребта Цахкуняц             | 0,4                        | 2420                        | Ссылка Архивировано 25 августа 2011 года. | Ссылка Архивировано 25 августа 2011 года. |
| Сагери   | Սագերի լիճ         | 9 км к востоку от села Зовк               | 1                          | 2200                        | Ссылка Архивировано 25 августа 2011 года. | Ссылка Архивировано 25 августа 2011 года. |
| Севаберд | Սեւաբերդ լիճ       | 7 км к западу от озера Лусналич           | 1,2                        | 2000                        | Ссылка Архивировано 25 августа 2011 года. | Ссылка Архивировано 25 августа 2011 года. |
| Базмалич | Բազմալիճք լիճ      | 6 км к востоку от вулкана Атис            | 0,35                       | 2000                        | Ссылка Архивировано 25 августа 2011 года. | Ссылка Архивировано 25 августа 2011 года. |
| Лусналич | Լուսնալիճ լիճ      | 3 км к западу от озера Акна               | 0,3                        | 3050                        | Ссылка Архивировано 25 августа 2011 года. | Ссылка Архивировано 25 августа 2011 года. |
| Апрей    | —                  | В 2 км к северо-востоку от села Лернанист | 0,7                        | 1950                        | Ссылка Архивировано 25 августа 2011 года. | Ссылка Архивировано 25 августа 2011 года. |

- widths=
- Озеро Цахкуняц в средней части хребта Цахкуняц
- Озеро Апрей
- Озеро Акналич

### Гегаркуник
| Озеро  | Армянское название | Месторасположение                                            | Длина береговой линии (км) | Высота над уровнем моря (м) | Местоположение на карте                   | Местоположение на карте                   |
| Озеро  | Армянское название | Месторасположение                                            | Длина береговой линии (км) | Высота над уровнем моря (м) | Вид со спутника                           | Физическая карта                          |
| ------ | ------------------ | ------------------------------------------------------------ | -------------------------- | --------------------------- | ----------------------------------------- | ----------------------------------------- |
| Севан  | Սևան լիճ           | Область Гегаркуник                                           | 215                        | 1896                        | Ссылка Архивировано 25 августа 2011 года. | Ссылка Архивировано 25 августа 2011 года. |
| Кармир | Կարմիր լիճ         | 1,8 км к северу от вершины Малый Аждаак на Гегамском нагорье | 0,3                        | 2700                        | Ссылка Архивировано 25 августа 2011 года. | Ссылка Архивировано 25 августа 2011 года. |

- widths=
- Севан
- Озеро Кармир рядом с горой Малый Аждаак

### Армавир
| Озеро          | Армянское название | Месторасположение                | Длина береговой линии (км) | Высота над уровнем моря (м) | Местоположение на карте                   | Местоположение на карте                   |
| Озеро          | Армянское название | Месторасположение                | Длина береговой линии (км) | Высота над уровнем моря (м) | Вид со спутника                           | Физическая карта                          |
| -------------- | ------------------ | -------------------------------- | -------------------------- | --------------------------- | ----------------------------------------- | ----------------------------------------- |
| Айгр (Мецамор) | Այղր լիճ           | 2,5 км к востоку от села Мецамор | 1                          | 970                         | Ссылка Архивировано 25 августа 2011 года. | Ссылка Архивировано 25 августа 2011 года. |

- widths=
- Айгр

### Арарат
| Озеро  | Армянское название | Месторасположение                                                    | Длина береговой линии (км) | Высота над уровнем моря (м) | Местоположение на карте                   | Местоположение на карте                   |
| Озеро  | Армянское название | Месторасположение                                                    | Длина береговой линии (км) | Высота над уровнем моря (м) | Вид со спутника                           | Физическая карта                          |
| ------ | ------------------ | -------------------------------------------------------------------- | -------------------------- | --------------------------- | ----------------------------------------- | ----------------------------------------- |
| Вишапи | Վիշապա լիճ         | В 10 км к западу от села Гохт; юго-западная часть Гегамского нагорья | 2,3                        | 2750                        | Ссылка Архивировано 25 августа 2011 года. | Ссылка Архивировано 25 августа 2011 года. |

### Вайоцдзорская область
| Озеро           | Армянское название   | Месторасположение                                                         | Длина береговой линии (км) | Высота над уровнем моря (м) | Местоположение на карте                   | Местоположение на карте                   |
| Озеро           | Армянское название   | Месторасположение                                                         | Длина береговой линии (км) | Высота над уровнем моря (м) | Вид со спутника                           | Физическая карта                          |
| --------------- | -------------------- | ------------------------------------------------------------------------- | -------------------------- | --------------------------- | ----------------------------------------- | ----------------------------------------- |
| Барцруни        | Բարձրունի լիճ        | Северо-западный склон Айоцдзорского хребта                                | 0,45                       | 2500                        | Ссылка Архивировано 25 августа 2011 года. | Ссылка Архивировано 25 августа 2011 года. |
| Дзобан          | Չոբան լիճ            | Линия соприкосновения вооружённых сил Армении и Азербайджана              | 2,3                        | 2950                        | Ссылка Архивировано 25 августа 2011 года. | Ссылка Архивировано 25 августа 2011 года. |
| Неркин Мартирос | Մարտիրոս ներքին լիճ  | Северное подножие Айоцдзорского хребта; 11 км к югу от села Вайк          | 0,3                        | 1900                        | Ссылка Архивировано 25 августа 2011 года. | Ссылка Архивировано 25 августа 2011 года. |
| Србалич         | Սրբալիճ լիճ          | Северное подножие Айоцдзорского хребта; 11,5 км к югу от села Вайк        | 0,45                       | 2000                        | Ссылка Архивировано 25 августа 2011 года. | Ссылка Архивировано 25 августа 2011 года. |
| Верин Мартирос  | Մարտիրոս (Վերին) լիճ | Северное подножие Айоцдзорского хребта; 11 км к югу от села Вайк          | 0,35                       | 2150                        | Ссылка Архивировано 25 августа 2011 года. | Ссылка Архивировано 25 августа 2011 года. |
| Капуйт          | Կապույտ լիճ          | Северное подножие Айоцдзорского хребта; 4,5 км к юго-востоку от села Гомк | 1                          | 2100                        | Ссылка Архивировано 25 августа 2011 года. | Ссылка Архивировано 25 августа 2011 года. |

- widths=
- Барцруни

### Сюникская область
| Озеро            | Армянское название   | Месторасположение                                                       | Длина береговой линии (км) | Высота над уровнем моря (м) | Местоположение на карте                   | Местоположение на карте                   |
| Озеро            | Армянское название   | Месторасположение                                                       | Длина береговой линии (км) | Высота над уровнем моря (м) | Вид со спутника                           | Физическая карта                          |
| ---------------- | -------------------- | ----------------------------------------------------------------------- | -------------------------- | --------------------------- | ----------------------------------------- | ----------------------------------------- |
| Сев              | Սեւ լիճ              | Линия соприкосновения вооружённых сил Армении и Азербайджана            | 5                          | 2650                        | Ссылка Архивировано 25 августа 2011 года. | Ссылка Архивировано 25 августа 2011 года. |
| Бердалич (Халаш) | Բերդալիճ (Խալաշ) լիճ | 15,5 км к северо-востоку от Спандарянского водохранилища                | 1,4                        | 3000                        | Ссылка Архивировано 25 августа 2011 года. | Ссылка Архивировано 25 августа 2011 года. |
| Зардов           | Զարթով լիճ           | Верховья Зангезурского хребта; 8 км к западу от села Брнакот            | 1,6                        | 2400                        | Ссылка Архивировано 25 августа 2011 года. | Ссылка Архивировано 25 августа 2011 года. |
| Капутан (Гоги)   | Կապուտան (Գոգի) լիճ  | Верховья Зангезурского хребта; 8,5 км к юго-западу от города Каджаран   | 1,6                        | 3200                        | Ссылка Архивировано 25 августа 2011 года. | Ссылка Архивировано 25 августа 2011 года. |
| Цахкари          | Ծաղկարի լիճ          | Верховья Зангезурского хребта; 7,5 км к юго-западу от города Каджаран   | 1,1                        | 3280                        | Ссылка Архивировано 25 августа 2011 года. | Ссылка Архивировано 25 августа 2011 года. |
| Антак            | Անտակ լիճ            | Верховья Зангезурского хребта; 9 км к западу от села Брнакот            | 0,6                        | 2350                        | Ссылка Архивировано 25 августа 2011 года. | Ссылка Архивировано 25 августа 2011 года. |
| Газана           | Գազանա լիճ           | Верховья Зангезурского хребта; 14 км к северо-западу от города Каджаран | 1,1                        | 3150                        | Ссылка Архивировано 25 августа 2011 года. | Ссылка Архивировано 25 августа 2011 года. |
| Капуйт           | Կապույտ լիճ          | Верховья Зангезурского хребта; 8,5 км к западу от села Личк             | 0,4                        | 3290                        | Ссылка Архивировано 25 августа 2011 года. | Ссылка Архивировано 25 августа 2011 года. |
| Айлах            | Այլիխ լիճ            | 19 км к северо-востоку от Спандарянского водохранилища                  | 6,5                        | 3000                        | Ссылка Архивировано 25 августа 2011 года. | Ссылка Архивировано 25 августа 2011 года. |

Кроме того, озёра в Армении располагаются:
- Комплекс пяти озёр располагается в окрестностях села Айгут области Гегаркуник.